# Provincie Fermo
Fermo (Provincia di Fermo) je italská provincie v oblasti Marche. Sousedí na severu s provincií Macerata a na jihu s provincií Ascoli Piceno. Její břehy omývá na východě Jaderské moře.
Provincie vznikla odtržením 40 obcí od provincie Ascoli Piceno a začala fungovat v roce 2009.

## Okolní provincie
| Růžice kompasu | Macerata        |  |  | Růžice kompasu |
| Růžice kompasu | Sever           |  |  | Růžice kompasu |
| Růžice kompasu | Provincie Fermo |  |  | Růžice kompasu |
| Růžice kompasu | Jih             |  |  | Růžice kompasu |
| Růžice kompasu | Ascoli Piceno   |  |  | Růžice kompasu |